# SnipeZ
SnipeZ es el segundo álbum de estudio del cantante, compositor, rapero y freestyler argentino Lit Killah, publicado el 27 de octubre de 2022 por Warner Music Latina.

## Antecedentes
La confirmación de un segundo álbum de estudio se dio por parte del cantante en una entrevista para Telemundo con motivo de su participación en los Premios Latin American Music, quien entregó información sobre nueva música, colaboraciones artísticas y la producción de un nuevo álbum.[cita requerida]

## Anuncio

### Preámbulo y filtración
Los guiños hacia un anuncio oficial del segundo álbum se dio a mediados de septiembre de 2022, cuando LIT killah anunció la última fecha de su gira musical "MAWZ TOUR" para el 6 de diciembre en el Movistar Arena. En el video promocional se anunciaba como el último show de la era MAWZ, pero el primero de la era "SZ", con un grafiti del logotipo del álbum.[cita requerida]
El cantante argentino FMK en el videoclip de su canción Buscando un Amor, estrenado en septiembre, incluyó una supuesta conversación a través de WhatsApp con LIT killah, donde este último le enviaba una imagen del logotipo de SnipeZ y preguntaba se era de su agrado. En el chat también se revela por parte de LIT que el lanzamiento del álbum sería en octubre siguiente.

### Anuncio oficial
El anuncio oficial se dio por las redes sociales del artista a comienzos de octubre siguiente, donde además de revelar el arte oficial de la portada, también dio a conocer el listado de canciones así como también las colaboraciones que incluiría su segunda producción discográfica.[cita requerida]

## Contenido
El álbum se compone de trece canciones originales compuestas por Lit killah junto a otros colaboradores. El disco se divide en dos partes, el Lado S, que comprende 10 canciones de corte más «experimental» dentro del repertorio del argentino, inspiradas en la música electrónica, trap y hip hop; mientras que la segunda parte, la Lado Z, se compone de las últimas tres canciones del álbum que destacan por tener samples de famosas canciones argentinas de artistas y agrupaciones como el Chaqueño Palavecino, Los Palmeras y Rei. Por otra parte, tal como se hizo en su primer álbum, este nuevo trabajo discográfico contó con la participación de diversos artistas latinos y norteamericanos, entre ellos, Lil Mosey, L-Gante, De La Ghetto, Dalex y Snow Tha Product.[cita requerida]

## Sencillos
- La Trampa es Ley: Estrenada el 10 de febrero de 2022, fue la primera canción del álbum en ser publicada. Contiene un extracto de y se basa en la canción "La Ley y la Trampa", del cantautor salteño Chaqueño Palavecino, quien elogió y agradeció la consideración de LIT para su canción.[4] A casi 12 horas desde la publicación del videoclip en YouTube, la canción logró casi dos millones de visualizaciones y alrededor de 300 mil Me Gusta.[5]

- KU': Estrenado el 7 de Abril de 2022, fue el segundo single extraído de SnipeZ. Es una colaboración con el cantante argentino de cumbia L-Gante y el cantante estadounidense de reggaetón De La Ghetto.[6] La canción es descrita como un «híbrido bailable que mezcla reggaetón con ritmos electrónicos y de RKT».[7]

- Bipolar: Estrenado el 26 de mayo de 2022, fue el tercer sencillo de "SnipeZ" y segunda colaboración, en esta ocasión con el rapero estadounidense Lil Mosey. Es un track con un sonido influenciado principalmente por el Future Bass. Se le considera como una de las muestras de la intención de LIT killah por internacionalizar su carrera artística[8]

- La Tormenta: Estrenado el 28 de julio de 2022, fue el cuarto sencillo tomado de "SnipeZ", una canción en solitario y con un marcado estilo Pop, saliendo de la tradicional faceta de trap y rap del argentino. En 18 horas desde su lanzamiento, su videoclip sumó más de un millón de visitas en YouTube.[9] La canción es descrita como "pegadiza" por diversos medios, así también como una muestra de la versatilidad musical de LIT killah.[9][10]

- Killer Bombón: Estrenado el 1 de septiembre de 2022, es el quinto tema en publicarse como sencillo del álbum. Al igual que en La Trampa es Ley, contiene extractos de y se basa en la canción El Bombón de la agrupación musical de cumbia santafesina Los Palmeras.[11] A diferencia de La Trampa es Ley, en el videoclip de este sencillo hace aparición el grupo de cumbia aludido.[12]

- MAN$ION: Estrenada el 27 de octubre de 2022, es la sexta canción del álbum en publicarse como sencillo con su respectivo videoclip. Al igual que el tema Dejame Tranki, canción de apertura del primer álbum de LIT, este sencillo fue lanzado el mismo día que el álbum.[13] Como antesala al estreno del álbum y de esta canción, LIT killah quiso experimentar con algunos de sus fanes y junto a su equipo de producción prepararon una cámara oculta. El argentino fue caracterizado como un hombre ya mayor para figurar de chofer en un recorrido especial para sus fanes, quienes pudieron escuchar esta nueva canción de forma exclusiva, para luego ser sorprendidos por quien los transportaba revelando su identidad, compartiendo e intercambiando palabras con sus seguidores en el momento.[14][15]

## Lista de canciones
| SnipeZ |                                    | |               |          |  |
| N.º    | Título                             | Escritor(es)                                                                                       | Productor(es) | Duración |  |
| 1.     | «MAN$ION»                          | Francisco Zecca, Mauro Román Monzón                                                                | Zecca         | 2:40     |  |
| 2.     | «Luz Verde»                        | Francisco Zecca, Mauro Román Monzón                                                                | Zecca         | 3:00     |  |
| 3.     | «Bad B*tches» (con Rei)            | Daniel Ismael Real, Julián Reininger, Mauro Román Monzón                                           | Big One       | 2:34     |  |
| 4.     | «Bipolar» (con Lil Mosey)          | Francisco Zecca, Lathan Moses Stanley Echols, Mauro Román Monzón                                   | Zecca         | 3:01     |  |
| 5.     | «OTRA VEZ»                         | Francisco Zecca, Mauro Román Monzón                                                                | Zecca         | 2:39     |  |
| 6.     | «KU'» (con L-Gante y De La Ghetto) | Rafael Castillo Torres, Elián Ángel Valenzuela, Francisco Zecca, Joe Alexander, Mauro Román Monzón | Zecca         | 3:50     |  |
| 7.     | «Mientras Tanto»                   | Daniel Ismael Real, Mauro Monzón                                                                   | Big One       | 2:30     |  |
| 8.     | «La Noche» (con Dalex)             | Francisco Zecca, Mauro Román Monzón, Pedro David Daleccio Torres                                   | Zecca         | 3:12     |  |
| 9.     | «La Tormenta»                      | Daniel Ismael Real, Mauro Román Monzón                                                             | Big One       | 3:00     |  |
| 10.    | «GO'» (con Snow Tha Product)       | Claudia Alexandra Madriz Meza, Mauro Román Monzón                                                  | Jack Massic   | 2:13     |  |
| 11.    | «La Trampa es Ley»                 | Daniel Ismael Real, Jorge Omar Mlikota, Mauro Román Monzón, Roberto Juan Ternavasio                | Big One       | 2:21     |  |
| 12.    | «Killer Bombón» (con Los Palmeras) | Daniel Ismael Real, Juan Baena, Mauro Román Monzón                                                 | Big One       | 2:40     |  |
| 13.    | «Neón»                             | Francisco Zecca, Mauro Román Monzón                                                                | Zecca         | 3:16     |  |
| 36:56  |                                    | |               |          |  |

## Personal y créditos
Información recopilada y adaptada desde la base de datos de Genius.
| Músicos principales - Lit Killah – Artista principal [Voz] - Rei – Artista invitado [Voz] - Lil Mosey – Artista invitado [Voz] - L-Gante – Artista invitado [Voz] - De La Ghetto – Artista invitado [Voz] - Dalex – Artista invitado [Voz] - Snow Tha Product – Artista invitada [Voz] Músicos adicionales - Tiago PZK - Voces adicionales | Personal adicional - Big One – Productor, programador computacional, mezcla y masterización - Francisco Zecca – Productor, mezcla y masterización - Jack Massic – Productor - Juan Manuel Fornasari – Mánager - Nicolás Martins - Diseño gráfico - Valeria Osácar - Prensa Warner Music Argentina |